# María Luisa Gutiérrez (productora de cine)
María Luisa Gutiérrez Gómez (Yunquera de Henares, Guadalajara, 1973) es una productora de cine y empresaria audiovisual española. Socia y fundadora de Bowfinger International Pictures, junto a Santiago Segura. Fue ganadora del Premio Goya a la mejor película de 2025 por La infiltrada. 

## Trayectoria
Nieta de agricultores y pescaderos, está diplomada en Empresariales por la Universidad Complutense de Madrid con la especialización de Marketing y Comercialización, y Master de Dirección General del IESE Business School.
Su primer trabajo en cine, fue como cajera pagadora en Airbag (1997) a partir de un anuncio en su facultad, que decía "si te gusta el cine y la contabilidad, manda tu currículum a este número de fax", y lo envió, dijo ella. En 1999 se sumó a  Amiguetes Entertainment, productora de Santiago Segura. Junto a este, fundó Bowfinger International Pictures en 2003, asumiendo la parte empresarial y el diseño financiero de las películas.
Con esta empresa ha producido, entre otras, Tensión sexual no resuelta, Sin rodeos, Ola de crímenes,  las cuatro últimas entregas de la saga Torrente,  las dos de A todo tren y la saga de Padre no hay más que uno, cuatro  largometrajes, los más vistos del cine español en 2019, 2020, 2022 y 2024. De ese último año, la segunda y quinta más taquilleras, La infiltrada y La familia Benetón, respectivamente, también fueron suyas.
En 2022 produjo Llegaron de noche, de Imanol Uribe, sobre el asesinato de Ignacio Ellacuría y otros cinco jesuitas por parte del Ejército de El Salvador en 1989, basada en  basada en el testimonio real de Lucía, la única testigo de la tragedia. El rodaje coincidió con el juicio en la Audiencia Nacional de España, en el que uno de los militares implicados Inocencio Montano, fue condenado a 133 años de cárcel.
Y en 2023 produjo, con Álvaro Ariza y Jimmy Sola, Bribones, en el corazón de la aventura (2023, Mediaset) serie documental de Jesús Sotomayor, que ponía el foco en la hechos históricos españoles,  a través de sus parajes naturales de la península.
Se anunció, en diciembre de 2024, que Santiago Segura planeaba Torrente 6.
En 2025 recibe también la medalla de Honor de San Isidro del Ayuntamiento de Madrid. [1]
Este mismo año gana el premio Cygnus a la mejor película por "La Infiltrada".
Y obtiene la mención de FECE (Federación de Cines de España) como productora del año.
En mayo de 2025 recibe el XXIV Premio internacional de COVITE (Colectivo de víctimas del terrorismo). 

Y en 2025 recibió el Premio Goya a la mejor película, por su producción La infiltrada, thriller basado en hechos reales, dirigido por Arantxa Echevarría, y que mereció también el Premio Goya a la Mejor interpretación femenina, Carolina Yuste. En su discurso, Gutiérrez subrayó la necesaria convivencia entre el cine taquillero/comercial y el cine más comprometido con la sociedad. Ese año produjo Un funeral de locos y Padre no hay más que uno 5. 
Desde 2020 preside la Asociación Estatal de Productoras de Cine (AECine), siendo renovada en el cargo en 2023. También es miembro de la Junta Directiva de la Academia de las Artes y las Ciencias Cinematográficas de España. La revista Vanity Fair la consideró una de las personas más influyentes del cine español en 2019, 2020 y 2025.
Y en 2025 formó parte del ranking de Las Top 100 Mujeres Líderes, en reconocimiento a su contribución en la sociedad, organizado por el diario El Español en su 12 edición.
Ha participado en encuentros y foros de cine. Así inauguró el curso 2020 de la Escuela de Cine de la Universidad de Cádiz, intervino en  el Festival de Cine de Mujeres 2021, de Madridy en Festival de Cine Europeo de Sevilla 2024 "El arte de producir, La infiltrada".

## Reconocimientos
- Premio Mujer del Año de los Fotogramas de Plata 2020, otorgado por la revista de cine de ese mismo nombre.[17]
- Comscore Courage Award junto a Santiago Segura, otorgado por Comscore (empresa de control de audiencias), por su valentía y contribución a la industria del cine en la pandemia Fue en la 30 edición de CineEurope 2021, convención de la exhibición europea, de The Film Expo Group.[18]
- Premio Cygnus de Cine Solidario y Valores 2021 a la Mejor Producción por A todo tren, destino Asturias, concedido por la Universidad de Alcalá y la Asociación de Productores y Distribuidores de Cine Solidario y Valores.[19]
- Premio 8-M de la Comunidad de Madrid por su trayectoria cultural 2022, concedido anualmente por la Comunidad de Madrid el Dia de la Mujer.[20]
- Premio Goya a la mejor película 2025, por La infiltrada.[21]
- XXIV Premio internacional Covite a La infiltrada, concedido en 2025 por Colectivo de Víctimas del Terrorismo (Covite). [22]

- Medalla de Honor de San Isidro del Ayuntamiento de Madrid.

- Premio Cygnus a la mejor película por "La Infiltrada".

- Mención de FECE (Federación de Cines de España) como productora del año.

## Filmografía
- Torrente 2: Misión en Marbella (2001)
- Asesino en serio (2002)
- Una de zombis (2003)
- Promedio Rojo (2003)
- El asombroso mundo de Borjamari y Pocholo (2004)
- Torrente 3: El protector (2005)
- La máquina de bailar (2006)
- Tensión sexual no resuelta (2010)
- Torrente 4: Lethal Crisis (Crisis letal) (2011)
- Tres 60 (2013)
- Torrente 5: Operación Eurovegas (2014)
- Nieve negra (2017)
- Solo se vive una vez (2017)
- Ola de crímenes (2018)
- Animal (2018)
- Perdida (2018)
- Jefe (2018)
- Sin rodeos (2018)
- Las grietas de Jara (2018)
- No dormirás (2018)
- Padre no hay más que uno (2019)[3]
- ¿Qué te juegas? (2019)
- Padre no hay más que uno 2: La llegada de la suegra (2020)
- ¡A todo tren! Destino Asturias (2021)
- A todo tren 2. Sí, les ha pasado otra vez (2022)
- Con los años que me quedan (2022)
- Padre no hay más que uno 3 (2022)
- Mamá no enRedes (2022)
- Llegaron de noche (2022)[23]
- Sin ti no puedo (2022)
- La Navidad en sus manos (2023)
- Me he hecho viral (2023)
- El hombre del saco (2023)
- De Caperucita a loba (2023)
- Lobo feroz (2023)
- La familia Benetón (2024)
- Bribones, en el corazón de la aventura (2023) Serie de reportajes de aventura para TV. Mediaset.[24]
- La infiltrada (2024) [21]
- Un funeral de locos (2025). [10]
- Padre no hay más que uno 5 (estreno previsto 26 de junio)